# عصام خليفة
عصام كمال خليفة (1948 -) أكاديمي وباحث ونقابي من لبنان. أسس في العام 1968 «حركة الوعي» في لبنان، وكان أول رئيس لـ«الاتحاد الوطني لطلاب الجامعة اللبنانية»، كذلك كان من مؤسسي الحركة الثقافية في أنطلياس. وقد مارس العمل النقابي في الجامعة اللبنانية لنحو 30 سنة إلى جانب ممارسته التعليم فيها. كما كان له رأي علمي حازم في مسألة النزاع على الحدود والمياه بين لبنان وفلسطين المحتلة. فهو صاحب عشرات الكتب التاريخية، فضلا عن تأليفه أطلسًا تاريخيًّا للقرن السادس عشر يرتكز على احصاءات عثمانية، وتم ترشيحه من بعض الكتل النيابية اللبنانية إلى منصب رئاسة الجمهورية.

## سيرة
ولد الدكتور عصام خليفة في في بلدة حدتون في أعالي قضاء البترون (شمال لبنان) في 18 كانون الثاني 1948. ورقم سجله (1). في هذه البلدة بدأت تتبلور علاقته مع الثقافة والوعي الوطني من خلال عمل والده كمال بفلاحة الأرض وحكاياته عن الجدّ يوسف فارس خليفة الذي «صرف 12 رطلاً من الحبر لنسخ الكتاب المقدّس بالكرشوني والعربي»، ووالدته فيكتوريا ابنة شيخ الصلح في القرية التي كانت تتلو عليه القصص والأشعار.

تعلَّم خليفة على يد أستاذه جبرايل بصبوص، حبّ المطالعة. وعندما انتقل في الصف العاشر إلى ميفوق في جبيل، كان قد أصبح متمكّنًا من العربية والسريانية والفرنسية. في المدرسة الداخلية هناك، تكوّن حُبّ التلميذ للثقافة، وعن هذه الفترة يقول: 
«كنا نستيقظ عند الخامسة صباحًا ندرس ساعة ونصف، نذهب إلى القدّاس، نتناول الترويقة، نلعب، وندرس مساءً. كان لديّ وقت واسع للقراءة، ما سمح لي بالتهام الكتب، سواء من مكتبة منزلنا الذي كنتُ أزوره مرّة واحدة في الأسبوع أو من مكتبة المدرسة».

### الوعي النقابي وهزيمة العرب
التحق في العام 1966 بكلية التربية في الجامعة اللبنانية بعد فوزه بمباراة الدخول عن مادّة التاريخ. في تلك الكليّة بدأ يتكوّن وعي خليفة النقابي.
أما في صيف 1967 فلم يكن عاديًا في حياة خليفة، فقد وقع عليه خبر هزيمة العرب في الحرب مع إسرائيل وقوع الصاعقة. لازم، «حزيناً»، منزله في الضيعة: وبدأ ينكبّ على مطالعة الكتب عن الحركة الصهيونية، محاولاً أن يفهم: لماذا انتصرت إسرائيل؟ وكيف هُزمنا بهذه السهولة؟.
منذ ذلك الوقت، أدرك خليفة خطورة التوسع الإسرائيلي في اتجاه لبنان ومياهه، كما بدأ يهتم بالحدود بين لبنان وفلسطين المحتلة.
ترشّح في السنة نفسها (1967) إلى مقعد السنة الدراسية الأولى في رابطة الطلاب في كلية التربية، حيث خاض الانتخابات باسم «حركة الوعي» التي تبلورت لاحقًا لتصبح تيارًا وسطيًّا بين الأحزاب اليسارية والأحزاب المسيحية في لبنان، كما صدرت مجلة باسم «الوعي».

### أول رئيس لـ«الاتحاد الوطني لطلاب الجامعة اللبنانية»
اختير خليفة في العام 1971، أول رئيس لـ«الاتحاد الوطني لطلاب الجامعة اللبنانية»، فما لبث أن عدّل نظام الاتحاد مع مجموعة آخرين ليصبح نظام الاتحاد على أساس التمثيل النسبي. ويذكر خليفة في مقابلة معه «كيف ذهب إلى القصر الجمهوري بصفته ممثلاً للطلاب في مجلس الجامعة، برفقة رئيس الجامعة آنذاك الراحل إدمون نعيم، لزيارة الرئيس سليمان فرنجية. وحين سأل فرنجية: «من وراء هؤلاء الطلاب؟»، كان جواب خليفة حاضراً: «وراءنا إيماننا بالوطن والجامعة ومستقبل شبيبتنا».

### الحركة الثقافية فيأنطلياس
في بدايات الحرب الأهلية اللبنانية، بدأ صعود الحركة الثقافية في أنطلياس، فتكوكبت مجموعة من الشبيبة المثقفة حول الأب مارون عطا الله، ونشأت الحركة في دير أنطلياس لكن ميثاقها كان علمانيًّا. في الحركة الثقافية، تنقّل خليفة بين مسؤول للنشاطات والإعلام والأمانة العامة لخمس مرات.
سجّل خليفة في باريس أطروحة الدكتوراه في «جامعة باريس 4». هناك، انكبّ على مطالعة الأرشيف الفرنسي، وارتاد المكتبات وجمع كمّاً هائلاً من الوثائق تضمّ عشرات الآلاف من الصفحات.

### حقوق الأساتذة والتاريخ والحدود
وفي العام 1980، عاد إلى لبنان وحاول دخول الجامعة اللبنانية من باب هيئتها التعليمية، لكنّ طلبه رُفض. لكنّ مدير كلية الآداب والعلوم الإنسانية ـــــ الفرع الرابع» (زحلة) آنذاك الدكتور ميشال عاصي، أخذ بيده، سامحاً له بالتعاقد في العام الدراسي (1980 ـــــ 1981). لم يتأخر في التفرّغ قبل أن ينتخب ممثّلاً لأساتذة الفرع الثاني في مجلس الكلية بأغلبية 80 في المئة من الأصوات. في هذه السنة بدأت مسيرة النقابي في الدفاع عن حقوق الأساتذة.
إلى جانب عمله النقابي، كرّس خليفة وقته للجانب الأكاديمي، فدرّس التاريخ العثماني وطوّر كتاباته عن الحدود والمياه، مستخدمًا الوثائق التي أحضرها من فرنسا. واستطاع إقناع المدير العام للخارجية التركية بفتح الأرشيف العثماني الذي كان مقفلاً أمام الباحثين العرب واللبنانيين، فألّف تسعة كتب آنذاك عن التاريخ العثماني وأطلسًا تاريخيًّا للقرن السادس عشر يرتكز على إحصاءات عثمانية.

## مزارع شبعا وقرية النخيلة وتلال كفرشوبا
يعرض خليفة في دراسته «مزارع شبعا وقرية النخيلة وتلال كفرشوبا: قوة الحق في مواجهة حق القوة» التي نشرها في العام 2006، لتاريخ هذه المنطقة في الحقبة العثمانية والانتداب الفرنسي، ويبرهن على سيادة الدولة اللبنانية عليها استنادًا إلى الوثائق والخرائط والمراسلات الرسمية. ثم يتحدث عن المراحل المتدرجة للاحتلال الإسرائيلي لهذه المنطقة، ويرى أن حل قضية مزارع شبعا وقرية النخيلة لا يرتبط باتفاق لبناني ـ سوري فقط، بل بالتسوية، لأن قضية المزارع لا تنفصل عن قضية السيطرة على مياه جبل الشيخ.

## مؤلفاته
لخليفة العديد من المؤلفات والدرسات والأبحاث، منها :
- وثائق لبنانية من الارشيف العثماني (1841 - 1913) -
- في معترك القضية اللبنانية - (د. ن.)
- أبحاث في تاريخ لبنان المعاصر - (1985) - (تحميل الكتاب)
- الحدود الجنوبية للبنان
- أبحاث في تاريخ شمال لبنان في العهد العثماني - (1995)
- لبنان في أرشيف إسطنبول - (1996)
- من الميثاق الوطني اللبناني إلى الجلاء (1938 - 1946) - (1998)
- شمال لبنان في القرن السادس عشر: جوانب من الحضارة المادية - (1999)
- الضرائب العثمانية في القرن السادس عشر - (2000)
- لبنان في مواجهة مفاوضات التسوية - (2000) [8]
- شخصيات بارزة في تاريخ لبنان المعاصر - (طبعة أولى: 1997 - طبعة ثانية: 2002)
- فلاحو ناحية البترون في القرن السادس عشر - (2003)
- نواحي لبنان في القرن السادس عشر: التقسيمات الإدارية، الديموغرافيا، الأديان والمذاهب: أطلس تاريخي - (2004)
- لبنان 1914-1918: من خلال أرشيف وزارة الخارجية الفرنسية - (2005)
- الحدود اللبنانية - السورية: محاولات التحديد والترسيم 1920-2000 - (2006)
- لبنان في القرن السادس عشر: أوقاف وبلديات - (2007)
- وثائق لبنانية 1841-1913 من الأرشيف العثماني - (2008)
- لبنان الحدود والمياه: وثائق جديدة عن لبنانية مزارع شبعا. ج. 3 - (2008) [9]
- الحدود الجنوبية للبنان بين مواقف نخب الطوائف والصراع الدولي 1908-1936 - (2009)
- أبحاث في تاريخ لبنان: المرحلة العثمانية - (2010)
- أبحاث في تاريخ لبنان - الحديث والمعاصر
- لبنان: المياه والحدود - (طبعة أولى: 2001 - طبعة ثانية: 2012)
- ناحية جبل كسروان والجردين كسروان والمتن حاليا من خلال الإحصاء العثماني 1550م: الضرائب - (2008)
- لبنان في القرن السادس عشر: بعقلين، حدث الجبة - (2011)
- أوامر ومراسيم: الأمير بشير أحمد أبي اللمع في قائمقامية النصارى 1855 -1856 - (2014)
- أعلام الثقافة في لبنان والعالم العربي: دورات 1998-2002 - إعداد النص: عصام خليفة، التنسيق والإشراف: تريز الدويهي حاتم؛ المراجعة اللغوية: جورج أبي صالح - (2016)
- مقاومة أهوال المجاعة 1916-1918 من أجل بقاء واستمرار الشعب اللبناني: دور البطريرك إلياس الحويك والخوري بولس عقل - (2017)